# Missongue
Missongue est un village de la région du Centre du Cameroun, situé dans la commune de Bot-Makak. 

## Population et développement
En 1963, la population de Missongue était de 99 habitants. La population de Missongue est de 225 habitants lors du recensement de 2005. La population est constituée pour l’essentiel de Bassa.  